# Canalul Burgundiei
Canalul Burgundiei (în franceză Canal de Bourgogne) este o cale navigabilă de mic gabarit (Freycinet) cu o lungime de 242 km, situată în regiunea Bourgogne-Franche-Comté din Franța, care leagă bazinul Senei de bazinul Ronului.
Traseul urmează un ax nord-vest – sud-est, cu o abatere considerabilă spre nord-est pe o distanță de aproximativ treizeci de kilometri, înainte de a ajunge la Dijon, de-a lungul râului Ouche. Punctul său de plecare se află la Migennes, oraș situat pe Yonne, un afluent al Senei; punctul de sosire este la Saint-Jean-de-Losne, pe Saône, afluent al Ronului. Canalul, care cuprinde o sută optzeci și nouă de ecluze și un tunel lung la Pouilly-en-Auxois, a fost inaugurat în anul 1832.
Societatea care l-a administrat s-a numărat printre primele listate la Bursa din Paris. Concurat încă de la deschidere de linia feroviară de mare trafic a PLM și traversând o regiune preponderent rurală, canalul nu a avut niciodată un rol major în transportul de mărfuri. La sfârșitul anilor 1960, tot mai concurat de transportul rutier, acesta nu a mai fost utilizat pentru traficul de mărfuri. În prezent, este aproape exclusiv domeniul navigației de agrement.

## Geografie
Canalul Burgundiei leagă Migennes, situat la o altitudine de 83 metri pe râul Yonne, de Saint-Jean-de-Losne, aflat la o altitudine de 182 metri pe râul Saône, traversând linia de separare a apelor dintre Canalul Mânecii și Marea Mediterană. Pentru a ajunge aici dinspre Yonne, urmează cursul râului Armançon⁠(d), apoi al afluentului său Brenne, înainte de a reveni pe Armançon până la Pouilly-en-Auxois. În acest punct, traversează linia de separare a apelor la o altitudine de 378 metri printr-un tunel cu lungimea de 3,3 km („bolta canalului Burgundia”), precedat și urmat de o porțiune săpată în debleu. De aici, canalul coboară spre valea râului Vandenesse, apoi spre valea râului Ouche după confluența acestora. Urmează cursul râului Ouche până la Dijon. Deși canalul are o direcție generală sud-est, Ouche și canalul se strecoară printr-o vale uneori foarte îngustă, cu o orientare generală nord-est, cu excepția ultimilor kilometri.
De la Dijon, canalul urmează un traseu rectiliniu prin câmpia râului Saône până la Saint-Jean-de-Losne. Astfel, canalul Burgundia traversează succesiv orașele Migennes, Saint-Florentin, Tonnerre și Montbard pe versantul „Yonne”, apoi Dijon pe versantul „Saône”.

## Istoric

### De la alegerea traseului la demararea lucrărilor (aproximativ 1600–1773)
Construcția Canalului Burgundiei a fost avută în vedere încă din timpul domniei regelui Henric al IV-lea, în jurul anului 1605. Dintre toate canalele planificate în Franța sub Vechiul Regim, acesta a apărut drept cel mai ambițios și cel mai necesar, permițând legătura dintre Canalul Mânecii și Marea Mediterană — motiv pentru care i se atribuie uneori denumirea de „canalul Celor Două Mări”. Realizarea sa se confrunta însă cu problema traversării dealurilor din regiunea Auxois. În afara traseului actual, au fost studiate numeroase alte variante, toate situate mai la nord: valea Brenne (versantul Yonne) și valea Ouche (versantul Saône), Oze și Suzon, Sena și Ignon, Ource și Tille, Aube și Tille, Aube și Vingeanne. În cele din urmă, a fost reținut traseul care trecea prin Armançon⁠(d), Vandenesse și Ouche.
Mai multe soluții au fost luate în considerare până la mijlocul secolului al XVIII-lea. Cea mai cunoscută este cea a inginerului din Dijon, Thomassin, care, la solicitarea lui Vauban în 1696, a propus o legătură între Saône și Loire prin regiunea Charolais.
Sub Regență, a apărut proiectul inginerului La Jonchère, care a optat pentru legătura dintre Saône și Yonne prin Ouche și Armançon⁠(d). Între 1724 și 1727, Aleșii Burgundiei l-au însărcinat pe Jacques Gabriel⁠(d), primul inginer al Podurilor și Șoselelor și Prim arhitect al regelui, să aleagă între diferitele propuneri. Acesta a încredințat examinarea lor inginerului și antreprenorului canalului Languedoc, Joseph Abeille, care a optat pentru soluția La Loge, ce prevedea un punct de separare a apelor la Pouilly-en-Auxois în loc de Sombernon, așa cum propusese La Jonchère.
Contrar așteptărilor, proiectul lui Abeille a fost înlocuit cu cel al lui Pierre-François Merchand d’Espinassy, care a obținut în 1729 litere patente pentru construcția canalului. D’Espinassy a murit însă înainte de a putea îndeplini condițiile impuse în documente. Moștenitorii săi au cedat drepturile, în 1763, lui Pierre-Zacharie Idlinger d’Espuller, fost căpitan în regimentul de infanterie de Viezey Etranger și cavaler al Ordinului Sfântul Ludovic. Această cesiune urmărea să împiedice relansarea proiectului de către Academia de Științe, Arte și Litere Frumoase din Dijon, care premiase, în cadrul unui concurs, proiectul lui Thomas Dumorey, inginer ordinar al regelui și noul inginer-șef al Statelor Burgundiei.
Pentru a pune în aplicare proiectul conceput de d’Espinassy, d’Espuller s-a asociat cu arhitectul ordinar al provinciei, Jacques Hardouin-Mansart de Sagonne, arhitect al regelui, beneficiind de protecția lui Louis Phélypeaux de Saint-Florentin⁠(d), duce de La Vrillière, ministru responsabil de Burgundia. Moștenitorii lui d’Espinassy s-au opus acestei asocieri, determinându-l pe arhitect să se implice direct în disputa asupra traseului. Asemenea lui La Jonchère, acesta a favorizat trecerea prin Sombernon. Ambele părți au fost respinse printr-o hotărâre a Consiliului Regelui din 20 iulie 1764.
Aceeași hotărâre a respins și pretențiile lui Louis-Félix Guynement de Kéralio, ginerele lui Abeille. Monarhia dorea de acum să se ocupe singură de proiect, respingând orice altă revendicare.
La 7 septembrie 1773, Ludovic al XV-lea a semnat un edict prin care ordona realizarea Canalului Burgundia; în 1774, acesta a precizat că bugetul regal va finanța lucrările pe versantul Yonne, în timp ce Statele Burgundiei vor suporta costurile construcției secțiunii situate pe versantul Saône. În 1775, cheltuielile au fost estimate la 7,179 milioane livre.

### Construcția (1775–1832)
Primele lucrări au început în 1777 pe tronsonul dintre Laroche și Tonnerre. În 1781, au fost demarate și lucrările pe secțiunea dintre Dijon și Saône. Progresiv, șantierele au fost oprite în timpul Revoluției Franceze, între anii 1790 și 1795. Acestea au fost reluate abia în 1808, sub domnia lui Napoleon I; pentru a finanța construcțiile canalelor aflate în lucru, un decret anunța punerea în vânzare a canalelor Midi, Loing, Orléans, Centre și Saint-Quentin.
O deschidere parțială a avut loc încă din 1808, între Dijon și Saint-Jean-de-Losne, oferind astfel acces la râul Saône și, implicit, la culoarul rhodanian. La acea vreme, modalitatea de traversare a liniei de separare a apelor era încă subiect de dezbatere; abia în 1812 a fost stabilită definitiv soluția construirii unui tunel și amplasarea principalelor rezervoare care alimentau cu apă partea superioară a canalului.
După căderea Imperiului, lucrările au fost relansate în cadrul planului de navigație interioară, cunoscut sub numele de „planul Becquey”; canalul a fost construit de către stat cu ajutorul unui împrumut oferit de un grup de finanțatori condus de bancherul Jonas Hagerman. Tunelul de la Pouilly-en-Auxois a fost construit între 1826 și 1832.
Canalul a fost deschis integral navigației în 1832, însă construcția rezervoarelor a continuat până în 1850. Între 1879 și 1882, ecluzele canalului au fost adaptate la gabaritul Freycinet, ceea ce a permis circulația șlepurilor de 350 tone și cu lungimea de 38,50 metri.

### Un eșec economic
Canalul Burgundia a reprezentat, la vremea construcției sale, o realizare tehnică remarcabilă și un veritabil monument de inginerie civilă, însă utilizarea sa nu a atins niciodată nivelul ambițiilor promotorilor săi. Traficul de mărfuri, după o primă perioadă de expansiune între 1832 și 1850 (43,5 milioane de tone de mărfuri transportate în acel an), a fost dezamăgitor. Mai multe motive explică acest eșec:
- Gabaritul său prea redus, care a permis transportul unor tonaje limitate, chiar și după modernizarea din 1882; în plus, un handicap suplimentar îl constituia punctul dificil de la bolta Pouilly-en-Auxois: îngustimea acestui tunel nu permite trecerea simultană a două șlepuri. Astfel, convoiuri formate din mai multe șlepuri trebuiau organizate pentru traversarea tunelului într-un singur sens, apoi în celălalt, tractate de un remorcher — încă vizibil la Pouilly-en-Auxois — ceea ce limita considerabil fluiditatea traficului.
- Concurența căii ferate, apărută la doar câțiva ani după deschiderea completă a canalului în 1832: linia feroviară Paris – Dijon – Lyon – Marsilia a companiei PLM, cunoscută și sub denumirea de arteră „imperială”, a permis încă din timpul celui de-al Doilea Imperiu un transport al mărfurilor mult mai rapid și în volume mult mai mari.
- Concurența transportului rutier, resimțită încă din anii 1930 și accentuată treptat, până la eliminarea aproape completă a traficului comercial pe canal la începutul anilor 1970.
- Poziționarea sa geografică: conceput inițial ca o cale de comunicație menită să lege cu ușurință Parisul de sudul Franței, canalul nu deservește mari centre industriale și comerciale sau bazine populate care să îi fi asigurat un trafic constant încă de la inaugurare.

Zonele de activitate instalate de-a lungul canalului și care l-au utilizat ca mijloc de transport au fost puține:
- Portul fluvial Pont-d’Ouche, legat în secolul al XIX-lea de Épinac (Saône-et-Loire) prin una dintre primele linii de cale ferată deschise în Franța. Autorizată printr-o ordonanță a regelui Carol al X-lea în aprilie 1830, cu o lungime de 26 km, linia ferată Épinac – Pont-d’Ouche permitea evacuarea cărbunelui din minele Épinac, care era apoi transbordat din vagoane pe șlepuri. După câteva decenii, acest mod de exploatare, foarte complicat din punct de vedere logistic, a fost abandonat, deoarece dezvoltarea rețelei feroviare PLM a permis transportul cărbunelui direct de la Épinac, fără a mai utiliza calea navigabilă. Linia, prelungită anterior până la Dijon urmând exact traseul canalului, a fost redeschisă traficului de călători în 1905, pentru a asigura legături zilnice între Dijon și Épinac. Redusă la secțiunea Dijon – Gissey-sur-Ouche, aceasta a fost închisă definitiv în 1968, când nu mai circula decât o singură cursă dus-întors duminicală, cunoscută local sub denumirea de „trenul pescarilor”. În apropiere de Fleurey-sur-Ouche se mai poate vedea și astăzi podul metalic pe care această cale ferată traversa canalul. Cărbunele din minele Sincey a tranzitat, de asemenea, pe canal înainte ca transportul feroviar să fie preferat începând cu 1881[17].
- Porturile fluviale din Dijon — astăzi cunoscut sub numele de „portul canalului” — și din Montbard, care aprovizionau orașele respective.
- Cimentăria și cariera din Crugey (departamentul Côte-d’Or), deservite de canal la începutul secolului XX și până la sfârșitul anilor 1960.
- Mai multe gatere instalate pe malurile sale, în special în departamentul Yonne.

### Sfârșitul exploatării comerciale
Lipsa de performanță a condamnat treptat canalul Burgundia la încetarea exploatării sale comerciale. Concurența transportului rutier a fost atât de puternică încât aproape că i-a costat însăși existența: în 1966, autostrada A38, care leagă A6/Paris de Dijon, trebuia pentru o vreme să urmeze albia canalului, cu construirea unei bretele pentru a îmbunătăți accesul la Dijon, în locul canalului, pe o distanță de șase kilometri, de la Plombières-lès-Dijon până la actualul port fluvial și Piața 1 Mai. Acest proiect ar fi implicat pur și simplu distrugerea canalului. Ca fapt divers, obeliscul din portul canalului Dijon ar fi fost amplasat exact în mijlocul unui nod rutier de tip autostradă.

## Funcționare contemporană
Astăzi, canalul Burgundia este deschis din aprilie până la sfârșitul lui octombrie și este destinat exclusiv navigației de agrement. În câțiva ani, acesta a devenit un atu important pentru turismul din Burgundia. Traseul său central, deosebit de pitoresc, străbate un peisaj colinar, dominat de castelul Châteauneuf-en-Auxois (Châteauneuf, Côte-d'Or), fiind foarte apreciat de o clientelă preponderent străină. Peisajele sale rurale au fost folosite frecvent în cinematografie: ecluza „Baugey”, situată între Pont-d’Ouche și Veuvey-sur-Ouche, a servit ca decor exterior pentru celebra scenă din filmul lui Bertrand Blier⁠(d) Les Valseuses⁠(d), în care Miou-Miou este aruncată în apă de Gérard Depardieu și Patrick Dewaere.
Canalul Burgundiei rămâne totuși expus capriciilor climatice: afectat de o viitură devastatoare a râului Ouche în septembrie 1965, care a inundat anumite cartiere din Dijon, a fost, dimpotrivă, parțial închis în 2003 din cauza episodului de caniculă, deoarece rezervoarele nu mai dispuneau de resursele necesare pentru alimentarea acestuia (apa fiind păstrată pentru agrementul nautic practicat pe aceste lacuri!). În schimb, ploile abundente din aprilie 2001 au provocat revărsarea mai multor canale de irigații între Pont-de-Pany și Fleurey-sur-Ouche, contribuind la o viitură excepțională a râului Ouche.
De câțiva ani, se desfășoară un program de renovare și valorificare. În acest context, în 2004 a fost construit, la Pouilly-en-Auxois, un centru de interpretare a canalului, după planurile arhitectului japonez Shigeru Ban⁠(d). Acesta cuprinde spații ce găzduiesc o expoziție permanentă, a cărei piesă centrală este o hală de protecție a toueurului, cu formă semicilindrică, transparentă, care reproduce exact dimensiunile tunelului, având o structură realizată în principal din tuburi de carton. În paralel, sunt în desfășurare lucrări de reabilitare a numeroase ecluze.
O pistă pentru biciclete este amenajată pe malurile canalului, urmând traseul drumului de halaj. Traseul ciclabil măsoară 227 km de la Migennes la Dijon. Doar porțiunile Migennes–Tonnerre (50 km) și Dijon–Saône nu au fost încă amenajate (în 2017). Véloroute du canal de Bourgogne constituie o secțiune a Tour de Bourgogne, un traseu cicloturistic de aproape 700 km.

## Caracteristici tehnice
Canalul Burgundiei, cu o lungime de 242 km, cuprinde, de la aducerea sa la gabaritul Freycinet în anul 1882, un număr de 189 de ecluze (lungime de 38,5 metri și lățime de 5 metri), dintre care 113 sunt situate pe versantul râului Yonne, iar 76 pe versantul râului Saône. Bief-ul de împărțire, situat la Pouilly-en-Auxois, la altitudinea de 378 de metri, cuprinde un tunel cu lungimea de 3.350 de metri, încadrat de două secțiuni de canal săpate în debleu. Tirantul de apă maxim admis pentru întregul canal este de 1,3 metri: 1,4 metri pe versantul Yonne, 1,7 metri pe versantul Saône și 1,3 metri la nivelul bief-ului de împărțire. Tirantul de aer este de 3,4 metri, dar scade la 3,1 metri în tunel.
Canalul cuprinde mai multe lucrări de artă remarcabile: tunelul de la Pouilly-en-Auxois (care se termină la Créancey), tranchée de Creusot și cinci poduri-canal, dintre care cel mai important se află la Saint-Florentin și permite traversarea râului Armance, afluent al Armançon⁠(d).

### Alimentarea cu apă
Alimentarea cu apă este asigurată, în părțile sale cele mai înalte, de 6 rezervoare legate de canal prin rigole cu o lungime totală de 63,538 km:
- rezervoarele de la Grosbois (8,6 milioane m³), Chazilly (2,2 milioane m³, al cărui nivel a fost coborât încă de la construcție) și Cercey (3,5 milioane m³), aflate în apropiere de Pouilly-en-Auxois, se varsă în canalul de irigații de împărțire a apelor;
- rezervoarele de la Panthier (9 milioane m³), de asemenea, aproape de Pouilly-en-Auxois, și Tillot (0,9 milioane m³) se varsă pe versantul Saône;
- rezervorul de la Pont, situat lângă Semur-en-Auxois (3 milioane m³), alimentează versantul Yonne.

Rigola rezervorului Grosbois traversează Soussey-sur-Brionne printr-un tunel lung de 3.705 metri. Ecluzele situate în părțile cele mai joase ale canalului sunt alimentate prin aproximativ cincizeci de prize de apă de pe râurile Ouche, Brenne și Armançon⁠(d), precum și de pe afluenții acestora.

## Descriere

### De la Migennes la Tonnerre
Pe această secțiune, canalul urmează permanent cursul râului Armançon⁠(d), care traversează o zonă cu pantă lină și relativ plană; ecluzele sunt dispuse la distanțe relativ mari, aproximativ douăzeci de ecluze pe o distanță de circa cincizeci de kilometri, pentru a compensa o diferență de nivel de 54 de metri (altitudinea de 83 m la Migennes și 137 m la Tonnerre). Canalul începe pe partea bazinului Senei, în orașul Migennes, fost nod feroviar situat pe malurile râului Yonne, afluent al Senei. Ulterior, traversează teritoriile comunelor Brienon, Saint-Florentin, Germigny, Flogny-la-Chapelle; canalul traversează râul Aube la Charrey (comuna Marolles-sous-Lignières), în dreptul ecluzei 99, apoi trece prin Tronchoy, Cheney și Dannemoine înainte de a ajunge la Tonnerre.
La Saint-Florentin, canalul trece pe podul-canal Saint-Florentin, cu cinci arcade din piatră, realizat de Jacques Foucherot, pentru a traversa râul Armance, iar la Brienon pe un al doilea pod-canal, mult mai modest, pentru a trece peste Créanton.

### De la Tonnerre la Montbard
Altitudinea trece pe acest tronson de la 137 de metri la 209 metri. Această secțiune a canalului Burgundiei (fr. canal de Bourgogne) continuă să urmeze valea râului Armançon⁠(d), a cărei pantă este relativ redusă (aproximativ treizeci de ecluze pe o distanță de circa cincizeci de kilometri), însă al cărei curs, din ce în ce mai adâncit, prezintă numeroase meandre pe care canalul trebuie să le urmeze. Acesta traversează succesiv localitățile Commissey (aparținând de comuna Tanlay), Tanlay, Saint-Vinnemer (aparținând tot de Tanlay), Argentenay, Ancy-le-Libre, Lézinnes, Pacy-sur-Armançon, Argenteuil-sur-Armançon, Ancy-le-Franc, Chassignelles, Ravières, Cry, Perrigny-sur-Armançon și Aisy-sur-Armançon. La nivelul acestei comune, canalul părăsește departamentul Yonne și intră în departamentul Côte-d'Or.
Ulterior, canalul traversează Rougemont, apoi, după o traversare în debleu, localitatea Buffon. În dreptul acestei comune, traseul se abate de la Armançon, deoarece râul traversează, în zona orașului Semur-en-Auxois, un defileu prea îngust pentru a permite trecerea canalului, și urmează afluentul acestuia, râul Brenne. Canalul traversează apoi Abația Fontenay⁠(d) și, în cele din urmă, Montbard, care, prin activitatea sa industrială semnificativă, constituie cel mai important pol economic între Migennes și Dijon. La Montbard, canalul traversează râul Brenne pe un pod-canal.

### De la Montbard la Pouilly-en-Auxois
Pe acest tronson, cu o lungime de aproximativ cincizeci de kilometri, canalul urcă un important diferențial de nivel: altitudinea de 209 metri la Montbard ajunge la 378 de metri la sosirea în Pouilly-en-Auxois. Pentru a depăși acest diferențial, sunt necesare 60 de ecluze, dintre care 40 se află pe o distanță de 14 km între Venarey-les-Laumes și Marigny-le-Cahouët.
Canalul traversează localitățile Nogent-lès-Montbard, Fain-lès-Montbard, Courcelles-lès-Montbard, Seigny, Venarey-les-Laumes, Pouillenay, Chassey și Marigny-le-Cahouët. În dreptul acestei din urmă localități, canalul părăsește cursul râului Brenne pentru a se alătura râului Armançon. Pentru a realiza această legătură, trece de trei ori prin secțiuni săpate în debleu, dintre care cea mai spectaculoasă este tranchée de Creusot, înainte de a regăsi Armançonul în zona localității Saint-Thibault. Această porțiune cuprinde cea mai lungă secțiune a canalului (10,5 km).
Ulterior, canalul trece prin Eguilly, înainte de a ajunge la Pouilly-en-Auxois, după ultima succesiune de 6 ecluze apropiate.

### Pouilly-en-Auxois
La Pouilly-en-Auxois, canalul Burgundiei traversează linia de separație a apelor prin intermediul unui tunel lung de 3,3 km situat la o altitudine de 378 metri, care îi permite canalului să evite o urcare suplimentară de aproximativ patruzeci de metri. Tunelul este precedat și urmat de o porțiune săpată în debleu care are o lungime totală de 5 km. Circulația în tunel este alternativă, deoarece gabaritul său nu permite ca bacurile să se întâlnească. La fiecare capăt al acestei secțiuni se află un vast plan de apă: portul Pouilly-en-Auxois la nord și bazinul Escommes, la sud, în zona Maconge.
Anterior, un remorcher care folosea energia electrică furnizată printr-o linie aeriană trăgea bacurile prin tunel. Această ambarcațiune, acum dezafectată, este expusă pe cheiul portului din Pouilly-en-Auxois, sub o structură semi-cilindrică transparentă.

### De la Pouilly-en-Auxois la Dijon
Canalul ajunge la gara de apă din Dijon situată la o altitudine de 239 metri, ceea ce înseamnă un diferențial de nivel de 139 metri, depășit prin intermediul a 54 de ecluze distribuite relativ uniform pe o distanță de aproximativ cincizeci de kilometri. Canalul șerpuiește practic până la Dijon, urmând văile foarte înguste ale râului Vandenesse, afluent al Ouche, apoi, începând de la Pont-d'Ouche, valea râului Ouche până în Dijon. În timp ce traseul canalului urmărește aproximativ direcția nord-vest/sud-est de la plecarea sa din Migennes, orientarea acestuia se modifică radical începând de la Pont-d'Ouche, unde capătă o direcție nord-nord-est, înainte de a vira spre est-nord-est începând de la Sainte-Marie-sur-Ouche.
Canalul trece mai întâi prin Vandenesse-en-Auxois; această parte a văii este dominată de fortăreața Châteauneuf. La Pont-d'Ouche, calea navigabilă traversează un pod-canal, apoi se adâncește într-o regiune împădurită cu un relief accentuat, care constituie cea mai sălbatică porțiune a canalului. Canalul traversează în special satele Veuvey-sur-Ouche, La Bussière-sur-Ouche, Saint-Victor-sur-Ouche, Barbirey-sur-Ouche, Gissey-sur-Ouche și Sainte-Marie-sur-Ouche.
Începând de la Fleurey-sur-Ouche, canalul își pierde parțial caracterul rural, fiind uneori străbătut foarte aproape de o șosea expresă care asigură legătura între autostrada de Sud și Dijon. Canalul traversează apoi Velars-sur-Ouche și Plombières-lès-Dijon înainte de a ajunge în capitala Burgundiei, după ce ocolește lacul Kir.

### De la Dijon la Saint-Jean-de-Losne
Canalul, situat la o altitudine de 239 metri la nivelul gării de apă din Dijon, ajunge la râul Saône în Saint-Jean-de-Losne, la o altitudine de 182 metri, prin intermediul a aproximativ douăzeci de ecluze distribuite pe o distanță de circa treizeci de kilometri. Părăsind orașul Dijon, canalul urmează depoul SNCF din Perrigny, apoi aeroportul Dijon-Bourgogne. Urmează apoi valea Saône, aproape plană, iar traseul său este aproape drept pe o distanță de aproape 30 km. Canalul face o mică curbă la Thorey-en-Plaine înainte de a traversa teritoriul comunei Brazey-en-Plaine. El se varsă în Saône în zona comunei Saint-Jean-de-Losne, care dispune de facilități portuare pentru agrement.